# سمیران (قزوین)
منطقه سمیران در بخش طارم قزوین بوده و در فاصله ۲۰ کیلومتری شهر منجیل و ارتفاع ۲۷۰متری از سطح آب‌های آزاد و عرض و طول ۱۷.۸۵ و۳۸.۶۸ درجه جغرافیایی قراردارد.
قدمت سمیران به دوره دیلمیان باز می‌گردد که مردمی بودند که پیشینه تمدنشان به دوره مادها می‌رسد و در زمان ساسانیان و حتی پیش از آنان حکمرانی از خود داشتند و مستقل عمل می‌کردند. دیلمیان پیش از ورود اقوام ایرانی به گیلان در قسمت کوهستانی آن زندگی می‌کردند و از همسایگان شمالی مادها محسوب می‌شدند و در طول تاریخ حکومت مستقلی داشتند. پس از حمله اعراب به ایران با استفاده از موقعیت کوهستانی منطقه سال‌ها در برابر تازیان ایستادند و خاندان‌هایی از جمله خاندان «جستان» از خود آن‌ها شکل گرفت و لیکن در نهایت در ۲۹۰ ه. ق به شیعه زیدیه وارد شدند و سرانجام پنجاه سال پس از پذیرفتن اسلام خاندانهایی از دیلمیان پیدا شدند که بر بخش بزرگی از عالم اسلام فرمانروایی یافتند: از اولین آن‌ها کنگریان (۳۸۷-۳۰۴ ه. ق) و از سلسله‌های معروف سلسله آل بویه بوده‌است.
قلعه سمیران تا اواخر قرن چهارم هجری قمری مقر حکمرانی آل مسافر بوده که نخستین فرد از این خاندان محمدبن مسافر بوده‌است.
از آثار مهرازی سمیران می‌توان به قلعه سمیران اشاره کرد که نقشه‌ای نامنظم دارد و در دوران پیش از اسلام پی ریزی شده‌است و نیز چهار برج از غرب به شرق در این مجموعه قراردارند که از سنگ و آجر ساخته شده‌اند و به دوره آل بویه نسبت داده شده‌اند. از بناهای دیگر آن چهار طاقی و سه بنای گنبد خانه و امامزاده قاسم است.